# 37e cérémonie des AVN Awards
La 37ème cérémonie des AVN Awards était un événement de remise de prix pornographiques récompensant les meilleures actrices, acteurs, réalisateurs et films de l'industrie pour adultes en 2019. Les nominations ont été annoncées lors d'une cérémonie le 24 novembre 2019 à l'Avalon Hollywood. La cérémonie a eu lieu le 25 janvier 2020 au Hard Rock Hotel and Casino de Las Vegas. Elle a été diffusée sur la chaîne américaine Showtime. La remise des prix a été co-animée par Nikki Benz, l’égérie de MyFreeCams Emily Bloom et avec l’humoriste Aries Spears,. La 37éme cérémonie des AVN Awards s’est faite remarquée comme l'un des derniers événements organisés au Hard Rock Hotel and Casino de Las Vegas, avant la fermeture de l'établissement le 3 février 2020.
Les invités musicaux comprenaient Beyond Glasgow, Doja Cat et DJ Diplo,. Doja Cat a interprété des chansons de son album Hot Pink, dont le titre "Juicy". DJ Diplo a collaboré avec le rappeur Lil Pump qui a interprété un titre issu de sa collaboration avec Kanye West, "I Love It". L'actrice Angela White a remporté le prix de l'interprète féminine de l'année. Elle est devenue la première actrice de l'histoire à remporter le prix trois fois de suite,. Maitland Ward, une actrice grand public devenue actrice pornographique précédemment connue de Incorrigible Cory (Boy Meets World) et de Amour, Gloire et Beauté (The Bold and the Beautifu)l, a été récompensée par plusieurs prix après ses débuts dans l'industrie pour adultes en 2019,. Cette cérémonie de 2020 a été la première où un film grec recevait une nomination pour le prix de la « meilleure production étrangère »,.

## Aperçu de la cérémonie
L'événement a eu lieu à l'intérieur du Hard Rock Hotel and Casino de Las Vegas dans la salle de concert appelée  « The Joint »,. La 37éme cérémonie des AVN Awards ont été présentés en partenariat avec MyFreeCams. Désigné dans les médias comme "les Oscars du porno", l'événement honore l'excellence dans l'industrie pour adultes,. Las Vegas accueille l'événement depuis 1998. Les AVN Awards ont attirée 50 000 personnes au salon annuel et aux événements environnants. Dans la semaine qui a précédé la cérémonie, celle-ci a été précédée des GayVN Awards et d'un salon professionnel. Le Hard Rock Hotel and Casino a fermé le 3 février 2020 pour être remplacé par les Virgin Hotels Las Vegas. Les AVN Awards ont signé un contrat avec Virgin Hotels Las Vegas jusqu'en 2023 pour poursuivre l'événement dans ce nouvel emplacement. Le Daily Beast a fait remarquer que la 37e édition des AVN Awards était l'un des derniers événements organisés dans l'établissement : « Il n'y a pas de fin plus appropriée pour l'hôtel sur le thème du rock and roll que le festival de la débauche qu'est la semaine des AVN Awards, une convention de divertissement pour adultes de quatre jours qui se termine par les oscars du porno ». Les fêtes coïncidant avec la 37émé cérémonie des AVN Awards comprenaient la Lair Fetish Party la veille et l'AVN Awards After Party le soir de l'événement qui eurent lieu au Vanity Night Club.

## Présentateurs
La 37e cérémonie des AVN Awards ont été présentés par Emily Bloom et Nikki Bentz,. Emily Bloom s’était fait connaître avec MyFreeCams et avait remporté le prix de la « Cam-Girl Préférée ». L’ humoriste Aries Spears, qui avait précédemment co-organisé la 35éme cérémonie des AVN Awards en 2018, est revenu co-animer la cérémonie,. L'événement de remise des prix a été assuré par les producteurs exécutifs, le directeur général d'AVN, Tony Rios, et Gary Miller. Nikki Benz et Emily Bloom ont repris leurs rôles pour la diffusion en direct de l'événement en mai 2020. Ils ont été rejoints pour la diffusion en direct par les stars de cinéma pour adultes Small Hands, Penny Pax, Vicki Chase, Violet Doll, Maitland Ward, Joanna Angel, Gianna Dior et Angela White. L'événement de diffusion en direct a eu lieu sur AVN Stars, un site de médias sociaux lancé en janvier 2020 à l'AVN Adult Entertainment Expo. Le producteur exécutif des AVN Awards, Gary Miller, a posé des questions aux célébrités lors de la diffusion en direct pendant 90 minutes.

## Les interprètes musicales
Des performances musicales du rappeur Doja Cat et DJ Diplo ont eu lieu tout au long de la cérémonie,. Doja Cat a déclaré à AllHipHop (un site web d'actualités hip-hop : 
« Je suis honorée et ravie d'être la deuxième femme à se produire aux AVN Awards »,. 
La journaliste Rosario Harper a notifié pour SOHH que Doja Cat suivait les traces de Kanye West et Cardi B en suivant une tendance des stars de la musique hip hop à être en tête d'affiche aux AVN Awards. Layla Halabian a évalué favorablement le choix de mode de Doja Cat pour Nylon (un magazine consacré à la mode), « Dans son dernier mouvement, la rappeuse s'est produite aux AVN Adult Entertainment Awards 2020 à Las Vegas le 25 janvier dans un body en maille nue vraiment inoubliable, avec des silhouettes en strass mettant en valeur ses mamelons, ses fesses et, le plus décrié, des poils du corps et du pubis ». Doja Cat a interprété des chansons de son album Hot Pink sortie en 2019, y compris les titres " Juicy " et " Cyber Sex ".
DJ Diplo a collaboré avec le rappeur Lil Pump dans sa performance. Lil Pump a interprété un titre issu de sa collaboration avec Kanye West, intitulée "I Love It". Jed Gregorio de l'Inquirer a commenté favorablement la tenue de Diplo lors de l'événement : «Thomas Wesley alias Diplo a assisté à la seule remise de prix qui vaille le coup ce week-end en portant probablement la seule tenue importante du week-end ». Gregorio a observé : « L’événement en question est les Adult Video News Awards 2020 à Las Vegas, où le DJ s'est produit avec un chapeau de cowboy rose bébé, un costume rose bébé et des bottes en daim marron. La coupe, fabriquée par Union Western Clothing, représente de délicieuse iconographie, y compris un gars qui hurle avec une sirène, un minotaure en action et des champignons anthropomorphes ». Union Western Clothing a travaillé avec Diplo avant les AVN Awards spécifiquement pour créer une tenue pour l'événement en lui-même.

## Lauréats et nommées

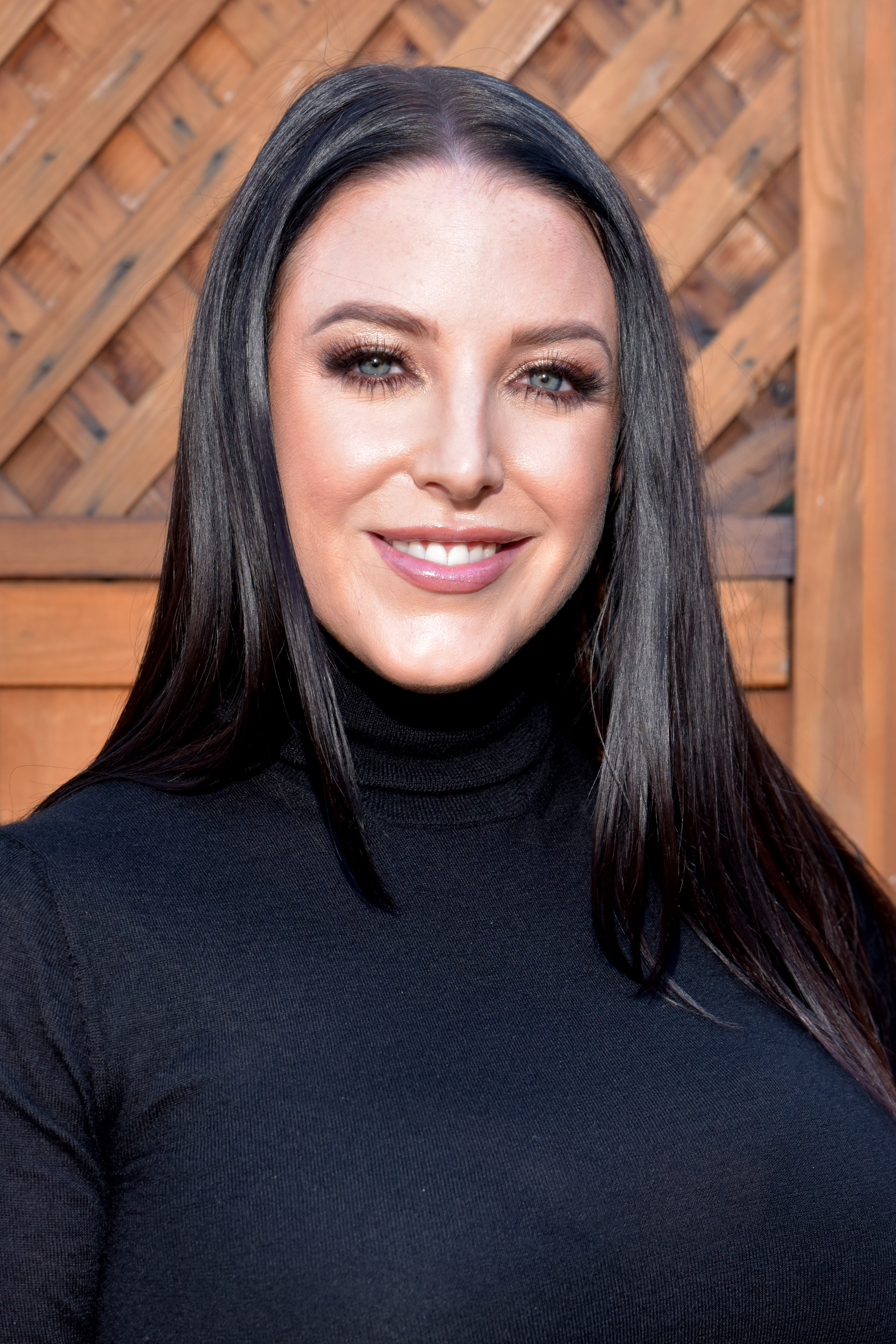
Angela White qui a remporté l'Award de la Meilleure Interprète Féminine de l'année pour la troisième année consécutive.

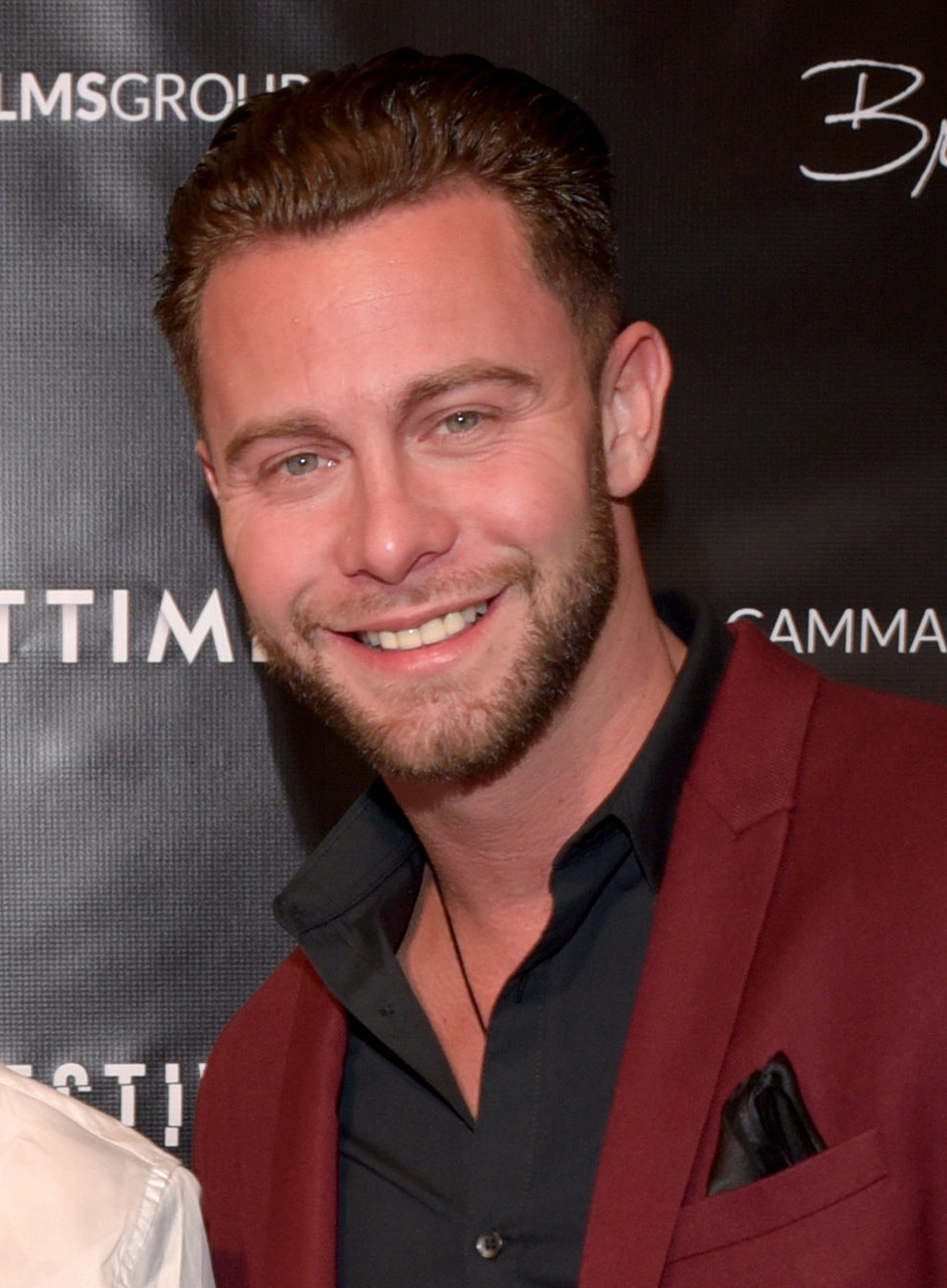
Seth Gamble, lauréat de l'Award du Meilleur Acteur en 2020.

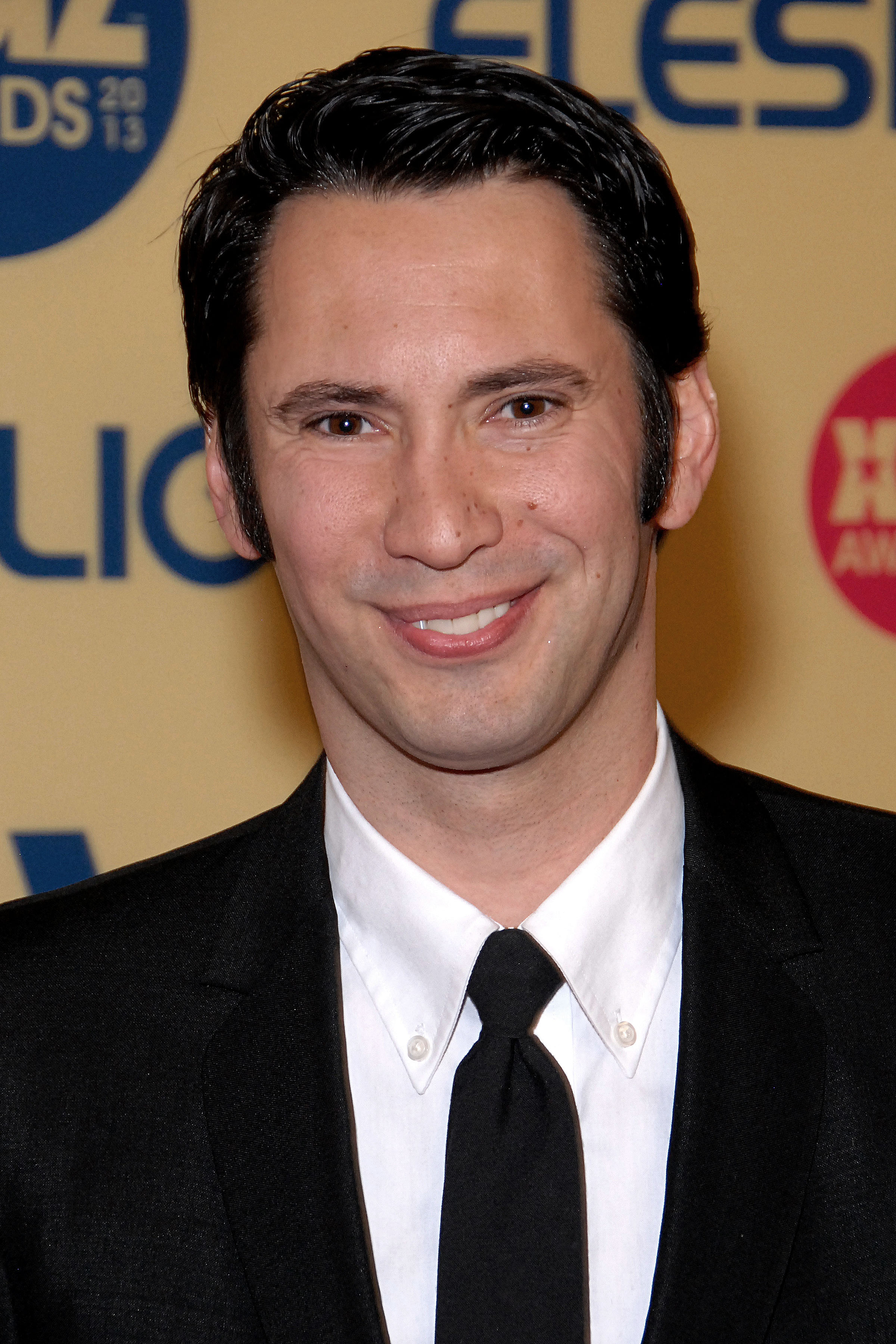
Tommy Pistol, lauréat de l'award du Meilleur Acteur dans un seconde-rôle en 2020.

### Récompenses majeures
Angela White a remporté le prix principal de la soirée, à savoir, celui de l'interprète féminine de l'année, devenant ainsi la première personne à remporter ce trophée trois fois de suite,. Écrivant pour une chronique du Daily Beast, Aurora Snow a commenté sa réussite : 
« elle est devenue la première femme à remporter trois années consécutives ce prix. Une distinction inhabituelle pour toute artiste féminine ».
Maitland Ward, une actrice grand public devenue actrice pornographique qui a précédemment joué le rôle de Rachel McGuire dans la sitcom Incorrigible Cory (Boy Meets World) et de Jessica Forrester dans le feuilleton Amour, Gloire et Beauté (The Bold and the Beautiful), a été récompensée par plusieurs prix lors de la cérémonie,,. Ward a fait ses débuts dans l'industrie du film pour adultes en 2019 et est devenu l'ambassadeur de la marque du créateur de contenu pour adultes Deeper. Ward a joué un rôle principal dans la production pour adultes Drive réalisée par Kayden Kross,,. Drive était le premier rôle de long métrage de Ward dans l'industrie pour adultes,. Ward a remporté l’award de la meilleure actrice dans un second rôle, de la meilleure scène de sexe à trois et du cosplayeur préféré. Elle assiste fréquemment à des conventions de bandes dessinées et participe au cosplay,. Kayden Cross a remporté le prix du meilleur réalisateur/production dramatique pour Drive, ainsi que celui du réalisateur de l'année après une victoire précédente dans la même catégorie l'année précédente.
Cette 37e cérémonie des AVN Awards a été la première où un film grec était remarqué par une nomination pour la meilleure production étrangère,. Le réalisateur de l'industrie du film pour adultes Dimitris Sirinakis, communément connu dans l'industrie comme le roi grec du porno, et sa société de production Sirina Productions ont reçu la nomination,. Sirinakis a été nommé pour son film, Filthy Rich Games.
Natalie Mars a reçu le prix de l'interprète transgenre de l'année. De plus, le film avec Mars, Transfixed: Natalie Mars Showcase, a remporté le prix de la meilleure production transgenre. Mars a également été élue Trans Cam Star préférée et Trans Porn Star préférée. Mars a rejoint l'industrie pour adultes quatre ans et demi auparavant et avait déjà reçu des nominations pour l'interprète de l'année lors des trois précédents AVN Awards.
Axel Braun, ancien intronisé au AVN Hall of Fame, a remporté le prix de la meilleure parodie pour son film de la série Wicked Comix, Captain Marvel XXX: An Axel Braun Parody. C'était sa dixième victoire consécutive dans la catégorie. Le même film a également remporté des prix pour les meilleurs effets spéciaux et le meilleur maquillage pour Dusty Lynn, la meilleure bande originale et la meilleure scène de sexe en tête-à-tête transgenre pour Kenzie Taylor et Aubrey Kate.
Les noms en gras désignent les lauréats :
| Interprète Féminine de l'année | Interprète Masculin de l'année |
| --- | --- |
| - Joanna Angel - Adriana Chechik - Abella Danger - Ana Foxxx - Alina Lopez - Abigail Mac - Kira Noir - Kenzie Reeves - Riley Reid - Karma Rx - Kristen Scott - Angela White - Jane Wilde - Emily Willis - Whitney Wright | - Mick Blue - Xander Corvus - Charles Dera - Ryan Driller - Markus Dupree - Manuel Ferrara - Seth Gamble - Small Hands - Steve Holmes - Ricky Johnson - Keiran Lee - Isiah Maxwell - Ramón Nomar - Derrick Pierce - Tommy Pistol |
| Interprète MILF de l'Année | Réalisateur(trice) de l'Année |
| - Britney Amber - Bridgette B - Dana DeArmond - Cherie DeVille - Nina Elle - Alexis Fawx - Reagan Foxx - Brandi Love - Kendra Lust - Katie Morgan - London River - Richelle Ryan - Silvia Saige - India Summer - Sarah Vandella | - Joanna Angel - Kay Brandt - Axel Braun - François Clousot - Jonni Darkko - Manuel Ferrara - Ricky Greenwood - Jules Jordan - Kayden Kross - Mason - Bree Mills - Aiden Riley - Jacky St. James - Chris Streams - Missa X |
| Meilleur Nouvelle Starlette | Meilleur Nouveau Venu Masculin |
| - Vanna Bardot - Gabbie Carter - Kiara Cole - Keira Croft - Gianna Dior - Autumn Falls - Athena Faris - Aria Lee - Lacy Lennon - Lexi Lore - Izzy Lush - Paige Owens - Danni Rivers - Vina Sky - Naomi Swann | - Billy Boston - Rod Jackson - Alex Jett - Johnny the Kid - Jason Moody - Will Pounder - Pressure the Entertainer - Duncan Saint - Ricky Spanish - Michael Swayze |
| Meilleur Actrice dans un court-métrage | Meilleur Acteur dans un court-métrage |
| - Joanna Angel, Maid of Honor (Dysfunctional Marriage \| DVD) - Evelyn Claire, Dibs on Mom - Kiara Cole, Game of Bones 2: Winter Came Everywhere - Abella Danger, Her & Him - Alexis Fawx, Seen Not Heard: An Alexis Fawx Story - Shyla Jennings, The Bully Episodes 3 & 4 - Alina Lopez, Bishop's Interview: An Alina Lopez Story - Cadence Lux, Bad Samaritans - Kristen Scott, For Your Own Good - Ivy Wolfe, If It Feels Right | - Nathan Bronson, Dibs on Mom - Dick Chibbles, Bishop's Interview: An Alina Lopez Story - Lucas Frost, Father Recall (Future Darkly: The Complete Second Season \| DVD) - Small Hands, Her & Him - Steve Holmes, The Daughter Deal - Tyler Knight, The Cookie Jar (A Father Unleashed \| DVD) - Tommy Pistol, The Aura Doll (Future Darkly: The Complete Second Season \| DVD) - Donnie Rock, Game of Bones 2: Winter Came Everywhere - Michael Vegas, Face to Face (Consequences \| DVD) - Zac Wild, If It Feels Right                                                    |
| Meilleur Scène Lesbienne | Meilleur Scène hétérosexuelle |
| - Confessions of a Sinful Nun 2: The Rise of Sister Mona — Charlotte Stokely & Kenna James - Endless — Avi Love & Lacy Lennon - Lesbian Encounters — Abella Danger & Jane Wilde - Lesbian Obsessions 3 — Alex Coal & Prinzzess - Lesbian Performers of the Year 2019 — Serena Blair & Milana Ricci - Nerd's Breaking Point (Lesbian Revenge \| DVD) — Gianna Dior & Emily Willis - Out With a Bang — Alina Lopez & Cecilia Lion - Sex & Lies — Ana Foxxx & Serene Siren - Teenage Lesbian — Aidra Fox & Kristen Scott - When Boys Are Away — Sabina Rouge & Autumn Falls | - Angela White — Angela White & Mick Blue - The Hook (Sacrosanct Now \| DVD) — Ashley Lane & Mickey Mod - Hotel Hookup (Use Me, Lose Me \| DVD) — Kenzie Reeves & James Deen - I'm Cold (No Going Back \| DVD) — AJ Applegate & Damon Dice - If It Feels Right — Ivy Wolfe & Zac Wild - Sex Machines — Gabbie Carter & Manuel Ferrara - Unlocked (Relentless \| DVD) — Gianna Dior & Mick Blue - The Wedding Singer (Black & White 16 \| DVD) — Riley Steele & Jason Luv - Wet Pussy Seduction — Autumn Falls & Markus Dupree - Worship Me — Desiree Dulce & Johnny Castle |
| Cam-Girl Préférée | Interprète Transexuelle de l'année |
| - Abbey Rhode - Alexa MFC - Aphia DeMieux - Ariana Gray - Ashlyn Diamond - Asiri Ocean - Abrilee - Bailey Rayne - Bonnie Rabbit - Brielle Day - ChellieDD - Christy Foxx - Christy Love - Cosmic Neko - DaisyDestin - Dani Lynn - Dawn Willow - EliseLaurenne - Ella Silver - Emily Bloom - Emily Lynne - Fae Breen - Ginger Banks - GingerMFC - GymBunny - Happylilcamgirl - HelloCourtney - JadeChampagne - Jasper Ahptik - Jenny Blighe - JoleneMarz - Kati3Kat - Kayla Rose - Kim Morris - Kitty - lacey Bender - Lady Starr - lana Mars - LilCanadianGirl - Lila Ellis - Lili (aka lilimissarab) - Lindsey Banks - Lindsey Leigh - Lissa Tyler - London Bunz Bunny - Madilaine - Mary Moody - MayaBum - Melisssa Dawson - Mileena Kane - Miss Lollipop - Molly Brooke - Molly Stewart - MissFeedMe - NYCgirl811 - Nikki Elliot - NoahBensi - Reya Sunshine - Sara Mills - Scout - ShyCountryCutie - Skyler Lo - Sofie Cakes - SureCakes - Veronika Rose | - Shiri Allwood - Kayleigh Coxx - Korra del Rio - Ella Hollywood - Aubrey Kate - Khloe Kay - Lena Kelly - Casey Kisses - Lianna Lawson - Chelsea Marie - Natalie Mars - Marissa Minx - Ryder Monroe - Chanel Santini - Daisy Taylor |

### Lauréats supplémentaire

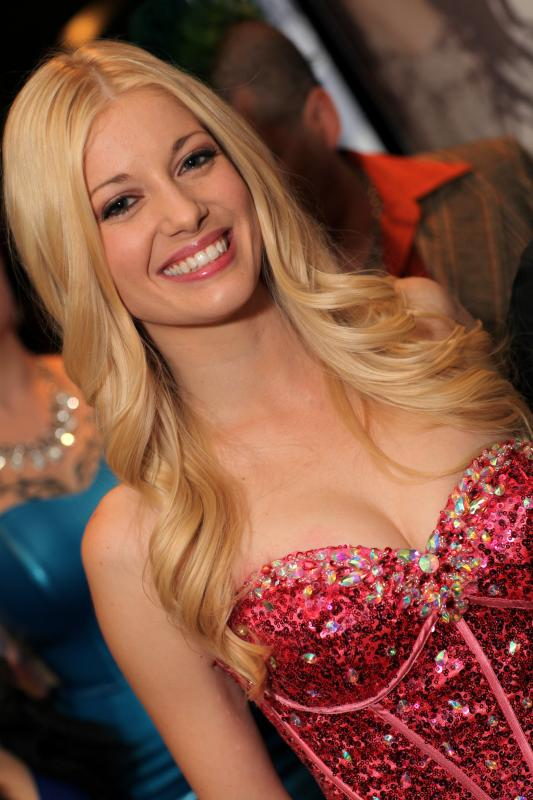
Charlotte Stokely, lauréate de l'award de la Meilleur Interprète Lesbienne de l'année et intronisée a l'AVN Hall Of Fame en 2020.

| Prix                                                    | Lauréats                                                                                                 |
| ------------------------------------------------------- | --- |
| Film de l'année                                         | Teenage lesbian                                                                                          |
| Interprète Lesbienne de l'année                         | Charlotte Stokely                                                                                        |
| Meilleur Production Narrative                           | Teenage Lesbian                                                                                          |
| Meilleur Série ou chaîne Lesbienne                      | Women Seeking Women, de GirlfriendFilms                                                                  |
| Meilleur Production dans la catégorie : "seins énormes" | "Big Anal Asses 8"                                                                                       |
| Meilleure Performance Non Sexuelle                      | Misty Stone dans Love Emergency (Adam & Eve Pictures), Wolf Hudson dans Teenage Lesbian (Adultime/Pulse) |
| Meilleur Cinématographie                                | "Drive"                                                                                                  |
| Meilleur Comedie                                        | "Love Emergency"                                                                                         |
| Meilleur Réalisateur pour une Comédie                   | Will Ryder "Love Emergency"                                                                              |
| Meilleur Réalisateur pour un Drame                      | Kayden Kross "Drive"                                                                                     |
| Meilleure Scène de Double-pénétration                   | Riley Reid, Markus Dupree, and Ramon Nomar                                                               |
| Meilleur Réalisateur Étranger                           | Alis Locanta, "Rebecca, An Indecent Story"                                                               |

Référence générale des tableaux ci-dessus,
Liste des lauréats complète consultable ici.

## Interprètes introduits au AVN Hall Of Fame
Les interprètes choisis pour être intronisés a l'AVN Hall of fame ont été désignés en 2019 et ont été annoncés via le magazine AVN du 14 janvier 2020. Ils ont été ensuite honorés le 22 janvier en vidéo à l’occasion de l’ouverture de la cérémonie de remise des prix. Il s’agit de : Bill Bailey, Angel Dark, Kianna Dior, Nicki Hunter, Jelena Jensen, Karla Lane, Sunny Lane, Marcus London, Brandi Love, L.T., Gianna Michaels, Tony Montana, Laurent Sky, Rob Spallone, Charlotte Stokely, Farrell Hirsch, Glenn King, Dave Peskin, Andy Wullmer, Rubin "Ruby" Gottesman.

## AVN Adult Entertainement 2020
L'AVN Adult Entertainment Expo 2020 s'est tenu avant la remise des prix du 22 au 25 janvier 2020,. Les AVN Awards and Expo ont présenté plus de 1 000 stars du secteur du divertissement pour adultes. L'Expo elle-même contenait plus de 400 exposants à la convention. La convention comportait une performance musicale du rappeur et auteur-compositeur T-Pain. LA Weekly a noté qu'il s'agissait du "plus grand rassemblement de l'industrie du porno de ce type aux États-Unis, avec quatre jours d'événements, de panels et de rencontres, de produits dérivés et de souvenirs".
La convention a également présenté des conférences sur des sujets liés à l'industrie du film pour adultes. L'avocat D. Gill Sperlein a fait une présentation lors d'un séminaire AVN sur les implications judiciaires liées à la production de contenu pornographique. Sperlein a commenté: "Je pense qu'il est peu probable qu'il y ait une condamnation pour obscénité ". Sperlein a observé quel que soit le mérite juridique, des poursuites étaient fréquemment recherchées contre les producteurs de contenu de films pour adultes et étaient faites à des fins politiques". Sperlein a affirmé aux procureurs à propos de tels litiges : "ils ne se soucient pas d'obtenir une condamnation ou non". Kaytlin Bailey, membre du personnel de l'organisation Decriminalize Sex Work, avait un stand lors de l'événement pour sensibiliser à sa cause. Elle a déclaré que la réaction à ses problèmes était positive lors de l'événement et a discuté de la stigmatisation à laquelle sont confrontées les travailleuses du sexe. La Free Speech Coalition et le Adult Performer Advocacy Committee ont distribué de la documentation lors de l'événement soutenant les droits des travailleurs du sexe. L'éducatrice sexuelle et auteure Carol Queen a assisté à l'Expo et a présenté un séminaire sur le sexe et la technologie en expliquant que ces derniers ont un impact sur l'industrie. Elle a commenté l'évolution des stigmates dans la société liés à l'éducation sexuelle et au féminisme.